# Primary van Wisconsin 2012
Op 3 april 2012 werden de Republikeinse en Democratische primaries gehouden in Wisconsin.

## Democratische Primary
Obama won de voorverkiezing met 98,2% van de stemmen.

## Republikeinse Primary
| Wisconsin Republican primary 2012 | Wisconsin Republican primary 2012 | Wisconsin Republican primary 2012 | Wisconsin Republican primary 2012 |
| Kandidaat                         | Stemmen                           | Percentage                        | Gedelegeerden                     |
| --------------------------------- | --------------------------------- | --------------------------------- | --------------------------------- |
| Ron Paul                          | 83.969                            | 11,92%                            | 0                                 |
| Fred Karger                       | 0                                 | 0%                                | 0                                 |
| Newt Gingrich                     | 43.893                            | 6,23%                             | 0                                 |
| Mitt Romney                       | 305.740                           | 43,41%                            | 33                                |
| Rick Santorum                     | 270.686                           | 38,43%                            | 9                                 |
| Onverdeelde gedelegeerden:        | Onverdeelde gedelegeerden:        | Onverdeelde gedelegeerden:        | 6                                 |
| Totaal:                           | 704.288                           | 99,99%                            | 42                                |

### Reacties
Na zijn overwinning riep Romney zijn tegenstanders weer op om de strijd te staken. "Wat we nu nodig hebben is zo snel mogelijk een kandidaat kiezen en ons richten op Barack Obama". Santorum herhaalde in zijn toespraak dat hij niet van plan is te stoppen. Eerder zei hij al dat hij zou doorgaan totdat Romney alle benodigde 1144 gedelegeerden heeft gewonnen. Tevens riep Santorum zijn aanhang op om actief campagne te gaan voeren in Pennsylvania, zijn thuisstaat. "Pennsylvania en de helft van alle mensen in dit land moeten nog gehoord worden. We gaan campagne voeren om ervoor te zorgen dat hun stemmen in de komende maanden gehoord gaan worden."
1789 · 1792 · 1796 · 1800 · 1804 · 1808 · 1812 · 1816 · 1820 · 1824 · 1828 · 1832 · 1836 · 1840 · 1844 · 1848 · 1852 · 1856 · 1860 · 1864 · 1868 · 1872 · 1876 · 1880 · 1884 · 1888 · 1892 · 1896 · 1900 · 1904 · 1908 · 1912 · 1916 · 1920 · 1924 · 1928 · 1932 · 1936 · 1940 · 1944 · 1948 · 1952 · 1956 · 1960 · 1964 · 1968 · 1972 · 1976 · 1980 · 1984 · 1988 · 1992 · 1996 · 2000 · 2004 · 2008 · 2012 · 2016 · 2020 · 2024